# Natsuo Kirino
Natsuo Kirino (jap. 桐野 夏生 Kirino Natsuo; * 7. Oktober 1951 in Kanazawa, Präfektur Ishikawa als Mariko Hashioka (橋岡 まり子, Hashioka Mariko)) ist eine japanische Schriftstellerin; seit Mai 2021 ist sie die 18. Präsidentin des japanischen P.E.N Clubs und zugleich seine erste weibliche Vorsitzende. Ihre allgemeine Agenda gibt sie unter anderem in einem Interview von 2005 bekannt, ihr Anliegen als Präsidentin des Schriftstellerverbandes stellt sie in einem Interview mit The Bookseller vor.

## Leben
Nach einem Studium der Rechtswissenschaften an der Seikei-Universität nahm sie in den 1970er Jahren verschiedene Stellen an und machte negative Erfahrungen als Frau am Arbeitsplatz. Mit 24 heiratete sie. Als sie 30 war, gebar sie ihre Tochter. Ihre schriftstellerische Laufbahn begann Hashioka mit dem Besuch einer scenario writer school. Ab Mitte der 1980er Jahre publizierte sie als Kirino Natsuo (seit 1989 auch unter dem Pseudonym Noemi Nobara (野原 野枝実, Nobara Noemi)) zunächst Jugendbücher und Liebesromane (1984, Sanrio-Romance-Preis für Ai no yukue). Dann wechselte sie zum Hardboiled-Genre. 1993 erhielt Kirino für Kao ni furikakaru ame den Edogawa-Rampo-Preis für Kriminalliteratur. Ihren literarischen Durchbruch hatte die Autorin 1997 mit dem Roman OUT (dt. Die Umarmung des Todes), für den sie den Mystery Writers of Japan Award erhielt. 1999 wurde sie für Yawarakana hoho mit dem Naoki-Preis ausgezeichnet, 2004 mit OUT – in Übersetzung – für den amerikanischen Edgar Allan Poe Award nominiert. Zu ihren prämierten Arbeiten zählen Gurotesuku (2003, Grotesk, Izumi-Kyōka-Preis), Zangyakuki (2004, Notizen der Grausamkeit, Shibata-Renzaburō-Preis) sowie Tamamoe! (2005, Glühe, Seele, brenne! Fujin-kōron-Literaturpreis). 2004 erschien I’m sorry, mama. (dt. Teufelskind). Wichtige Werke ihrer frühen Phase sind zudem die Romane Metabola (2007), Joshin-ki (2008), Tōkyō-jima (2008, Die Insel Tokyo) und IN (2009).

## Stellenwert und Agenda
Kirino ist Vertreterin einer japanischen Literatur, die sich jenseits des japanbezogenen und von Männern dominierten alten Establishments der 1960er bis 1980er Jahre sowie jenseits der Kategorie japanische Frauenliteratur (joryū bungaku) mit Blick auf das internationale Geschehen neu positioniert. Als P.E.N.-Präsidentin löste sie Yoshioka Shinobu 吉岡忍 (* 1947) im Amt ab und tritt auf diesem Posten dafür an, sich für die Sache der Frau einzusetzen sowie für die Freiheit des Ausdrucks (hyôgen no jiyû) im künstlerischen Medium.
Innerhalb der zeitgenössischen japanischen Literatur nehmen Kirinos Texte hinsichtlich ihrer Originalität und ihres exquisiten anarchischen Impetus eine Sonderstellung ein. Die japanische Kritik, vor allem die von männlicher Seite, gibt sich zuweilen regelrecht erbost über Kirinos neue Interpretationen altbekannter Genres wie des Hardboiled-Romans. So löste die Prämierung von Kao ni furikakaru ame mit dem Edogawa-Rampo-Preis für Kriminalliteratur Empörung aufseiten eines Kritikers aus, der Kirino vorwarf, das Genre verfehlt zu haben. Die Auszeichnung mit dem Naoki-Preis für Yawarakana hoho rief den Widerspruch eines Anonymus mit dem Decknamen „Bart“ hervor. Er unterstellte Kirino, auf dem Level einer zweitklassigen Schriftstellerin (niryū sakka) zu bleiben, der es aufgrund ihrer Vergangenheit als Verfasserin von Junior-Romanen oder Ladycomics wohl nie gelingen würde, zur tonangebenden Schule (honryū) zu gehören. Man solle ihr, so der „Bart“, deshalb das Lob auf ihre Leistungen, das Kirino stolz machen könne, nicht gönnen. Kirino wies die spöttisch-überhebliche Kritik, die sehr einseitig von männlicher Warte aus abgefeuert wurde, mit Nachdruck zurück. Man kennt sie seither als Kenka • Kirino („Streitlustige Kirino“).
Kirinos Hinwendung zum sogenannten Unterschichtsmilieu, ihre Vorlieben für die Schattenseiten der Gesellschaft, lässt sich im Übrigen nicht als die verlautbarte Wiederkehr einer „proletarischen Literatur“ im herkömmlichen Verständnis interpretieren. Eher manifestiert sich in Kirinos Texten eine Attitüde, die man parallel zur „white trash“-Kunstbewegung „yellow trash“ titulieren könnte. Kirinos parodistischer, zuweilen böser „yellow trash“ mit seinen diversen Tabuthemen und seinem subversiven Potential attackiert nicht zuletzt die konservative Literaturwelt Japans.

## Überblick zum literarischen Werk
Die Autorin, deren Werke oft als „problematisch“ (mondai-saku) bezeichnet werden, erweist sich seit Jahren als Pionier und Trendsetterin der zeitgenössischen Literaturszene; ihr Schaffen umfasst diverse Genres, verschiedene Erzählarten und inhaltliche Ausrichtungen (Detektivin als Heldin, Erzählungen über vernachlässigte Kinder, Darstellungen von Frauenpersönlichkeiten in einer misogynen japanischen Gesellschaft) sowie Kritik am „System“ Japan, siehe auch den japanischen Kommentar auf YouTube.
Murano Miro aus dem mit dem Edogawa-Ranpo-Preis prämierten Text Kao ni furikakaru ame (1993, Regen im Gesicht) ist der erste weibliche Privatdetektiv der japanischen Gegenwartsliteratur; in OUT erhebt Kirino (1997) die durchschnittliche japanische Hausfrau in die Position der Heldin, die Autorin wird nicht selten als feministische Schriftstellerin interpretiert. Mit OUT rekurriert Kirino auf das Schema der sogenannten „Gesellschaftsschule“ (shakai-ha) des japanischen Kriminalromans, nach dem gesellschaftliche Missstände im Mittelpunkt der Schilderungen stehen. Auch bei Kirino werden diverse Zeitungsmeldungen aus den „tristen“ 1990ern, der „verlorenen Dekade“ (lost decade/ushinawareta jūnen) Japans umgesetzt, einer Phase, die durch die wirtschaftliche Stagnation und dadurch bedingte soziale Verwerfungen nach dem Niedergang des Wirtschaftshochs „Bubble“ gekennzeichnet ist. Die Themen der Postbubble-Ära sind Vereinsamung, Isolation in der bürgerlichen Kleinfamilie, desorientierte Jugendliche, ausgebrannte Angestellte, japanische Enge und Kollektivzwang, Konsumsucht und Überschuldung.
OUT entwirft vier exemplarische Lebensläufe japanischer Frauen. Die Figur der Yayoi stellt den Katalysator der Handlung dar. Sie tötet im Zorn ihren treulosen Ehemann Kenji, der die Ersparnisse der Familie beim Glücksspiel im Vergnügungsviertel von Shinjuku verprasst. Die hübsche Hausfrau und Mutter von zwei kleinen Söhnen offenbart ihr Problem Masako, ihrer Kameradin aus der Lebensmittelfabrik, in der sich die Frauen für einen geringen Lohn plagen müssen. Diese sagt spontan Hilfe bei der Beseitigung der Leiche zu. Auch die Witwe Yoshië, die Masako Geld schuldet, muss bei der Zerstückelung des schnöde mit dem eigenen Hosengürtel hingemeuchelten Körpers mithelfen, ebenso Kuniko, eine weitere Arbeitskollegin vom Lunchbox-Fließband. Man verpackt Kenjis Einzelteile in Tüten, die auf verschiedenen Müllplätzen deponiert werden. Was als eine aus der Not geborene spontane Aktion begann, endet wiederum in einer Fließbandarbeit. Weil ein kleiner Ganove aus dem Kreditgeschäft, bei dem sich Kuniko Geld leiht, hinter das Tun kommt, sehen sich Masako und Yoshië gezwungen, die Leichenentsorgung gewerbsmäßig zu betreiben. Während sie ihrer nächtlichen Arbeit in der Fabrik nachgehen, betätigt sich die Zweckgemeinschaft tagsüber in Masakos Bad.
Mit I’m sorry, mama setzt Kirino Natsuo ihre kompromisslose Linie des „Bubblonia-Bashing“ fort, sprich, sie demontiert weiterhin lustvoll und fröhlich ein Japan („Bubblonia“), das sich nach dem Zweiten Weltkrieg dem Materialismus verschrieben hat und seinen Bewohnern ein unwirtliches Land ist, eine kalte Mutter. Während Kirino bewährt bösartig die japanische Gegenwartsgesellschaft angeht, schreibt sie zugleich die spannende Geschichte einer notorischen Mörderin. Die Protagonistin des Buchs, die Waise Matsushima Aiko repräsentiert den Verfall des Inselreichs. Eindrucksvoll kommentiert der Text ihren Werdegang vom ungeliebten Kind zur instinktsicheren, skrupellosen 40-jährigen Überlebenskünstlerin in einer feindseligen Umwelt. Die Missachtung und Aggression, die die junge Aiko erfährt, artikuliert sich bald in mörderischen Attacken. Aiko bewegt sich im Laufe ihres Lebens, unter Hinterlassung etlicher Leichen, von Szene zu Szene, von Milieu zu Milieu, um schließlich das Geheimnis ihrer Herkunft zu erfahren. Indem die Autorin auf verschiedene Texte und Kontexte der japanischen und internationalen Gegenwartsliteratur und Kultur sowie auf Filmstoffe anspielt, führt sie ihr schon in OUT erfolgreich dargebotenes Leitmotiv der Verbrecherin jenseits der irdischen Gerichtsbarkeit einem spektakulären düsteren Ende zu.
Mit dem düsteren, roadmoviehaften Roman Metabola (2007) setzt die Autorin des Japan (=Bubblonia)-Bashing fort und konterkariert damit nicht zuletzt nachhaltig und eindrucksvoll die offizielle Parole „Cool Japan“: In Kirinos Version ist Japan jedenfalls alles andere als „cool“, sondern eine kaputte Nation im Zeichen des Turbokapitalismus, die von bemitleidenswerten, todgeweihten Menschen bevölkert ist. Kirinos „Freeter-Epos“ „Metabola“ bietet eine Selbstmord (jibun koroshi)-Variante der gängigen Glücksratgeber und Selbstfindungsanleitungen des japanischen Literaturmarkts. Metabola kann als ein der Autorin gemäß dunkel gefärbter „Ratgeber“ (ikikata no hon) zum Totalausstieg aus der japanischen Gesellschaft gelesen werden. Der Text dokumentiert den Weg zweier Jugendlicher, Ginji/Yūta aus Tokio und Akimitsu aus Miyako, die sich auf der Reise begegnen, Freunde werden und sich anlässlich ihrer wiederholten Zusammentreffen einander anvertrauen. Der sechsundzwanzigjährige Ginji hat durch ein traumatisches Erlebnis, dessen geheimnisvolle Hintergründe sich erst spät offenbaren, sein Gedächtnis verloren. Während Ginji nach und nach die Erinnerung an seine Vergangenheit zurückgewinnt, kann der Leser Ginjis und Akimitsus Weg „nach unten“ mitverfolgen. Über verschiedene Situationen und Milieus eines prekären Japan erreichen die beiden ihre jeweilige Endstation, von der zu vermuten ist, dass hinter ihr das Jenseits wartet. Eine mögliche Lesart des Romans wäre, dass der Text die letzten Gedanken Ginjis überliefert, dessen Leben noch einmal vor seinem inneren Auge Revue passiert – bevor er gemeinsam mit drei Begleitern, die sich im Internet zum Selbstmord (intānetto jisatsu) verabredeten, stirbt.
Kirino Natsuos Roman IN (2009) handelt von Schriftstellern und ihrem düsteren Geschäft des Schreibens. IN thematisiert den Mord mit der Feder, einen vernichtenden künstlerischen Geschlechterkampf.

### Werke ab 2010
Unter Kirinos Arbeiten aus den 2010er Jahren ist – neben den Texten über utopische Gemeinschaften (z. B. Poritikon) sowie über die prekäre Situation junger Japaner (Yasashii otona, 2010 sowie Rojo X, 2018, und Suna ni umoreru inu, 2021) – vor allem Baraka (2016) erwähnenswert, ein Roman um das Kind „Baraka“, als shinsaigo bungaku („Post-Erdbebendisaster-Literatur“ / „Post-Fukushima-Literatur“) zugleich ein facettenreiches Portrait der japanischen Post-Desaster-Gesellschaft (bzw. ein Portrait Japans nach „Fukushima“): Nach dem GAU verstärken sich das soziale Gefälle und die Spannungen in der japanischen Gesellschaft. Die Folgen des Unglücks lassen die Schwachstellen der landeseigenen Demokratie deutlich hervortreten. Im Laufe des Geschehens wird mehr oder weniger klar, dass die Atomindustrie ihre Machtposition zu behaupten trachtet, indem sie dabei sprichwörtlich über Leichen geht. Unterstützt wird sie offenbar vom Staatsapparat, der seinerseits die Massenmedien kontrolliert sowie Kommunikationswege und Aktivitäten von Gruppen und Individuen überwacht. Verschiedene Interessenlager verfolgen bisweilen dubiose Ziele, Atombefürworter und Atomgegner bemächtigen sich abwechselnd des von einer Gruppe tapferer Rentner aus der verstrahlten Zone geretteten Kindes, um es für die eigene Botschaft zu instrumentalisieren.

### Werke ab 2020
Ein bemerkenswerter Text Kirinos aus den 2020er Jahren ist Nichibotsu (日没 2016–2020; Sonnenuntergang). Der Roman beschreibt ein übergriffiges autoritäres Regime in einem Japan der nahen Zukunft. Protagonistin ist die Romanautorin Matsu Yumei (Matsushige Kanna), eine Frau Anfang 40, die Unterhaltungsromane („entame“) schreibt. Yumei gerät nun in die Fänge einer Organisation, die auf korrekte Haltung der Schriftsteller achtet und aktiv eine landeskonforme Gesinnung propagiert. Nichibotsu ist in Teilen eine auf das aktuelle Japan bezogene Paraphrase von Ken Keseys (1935–2001) Klassiker Einer flog über das Kuckucksnest aus dem Jahr 1962. Wie im „Kuckucksnest“ wird eine stark ins Totalitäre abgleitende Gesellschaft dargestellt, in der dem Individuum nur die Wahl bleibt, sich zu unterwerfen und sein Selbst aufzugeben oder Ausschluss und härteste Strafen zu erwarten. Der Text, den man als Anstaltsroman bezeichnen könnte, schildert nun den Widerstand der Protagonistin, fürderhin entpersonalisiert als „Nummer B 98“, gegen das dem Sōmuchō (Ministerium für allgemeine Angelegenheiten) zugehörige „Komitee zur Optimierung der ethischen Ausrichtung von Kultur und Literatur“ in einer Therapieeinrichtung für Geisteskranke, wobei sie freilich von Anfang an nie eine Chance gegen das „System“ hatte. Kirino, diie als Präsidentin des P.E.N. für das Recht auf freie Meinungsäußerung eintritt, und illustriert in Nichibotsu, welche inhumanen Dimensionen es annehmen kann, wenn eine Regierung hegemoniale Sprachregelungen für eine „gesunde Gesellschaft“ ausgibt und Künstler / Intellektuelle mit „political correctness“ und der Pathologisierung von Widerstand einhegen will.
In Tsubame wa modotte konai (2022; Die Schwalben kehren nicht zurück) greift die Autorin das Thema Kinderwunsch und Leihmutterschaft auf. Die 29-jährige Singlefrau Riki aus Hokkaidō müht sich in Tōkyō als schlecht bezahlte Jobberin ab. Als sie von einer Bekannten hört, wie viel man als Leihmutter verdienen kann, entscheidet sie sich aus ihrer finanziellen Not heraus für diese Option des Gelderwerbs. Ihre Auftraggeber sind Yūko und Motoki Kusaoke, deren zahlreiche Versuche über künstliche Befruchtung ein Kind zu bekommen, erfolglos verliefen. Das Ehepaar wünscht sich ein Kind mit japanischer DNA und begibt sich damit in die Illegalität – Leihmutterschaft ist in Japan offiziell untersagt. Riki hat die umgerechnet 60.000 Euro fest im Blick und lässt sich auf das Geschäft ein. Der Text wirft u. a. Fragen nach der unbegrenzten Verfügbarkeit von Menschen und dem Recht auf körperliche Autonomie auf. Der Roman wurde von der mit dem Thema Schwangerschaft vertrauten Mangaka Sakai Eri 酒井エリ(sie publizierte Hiyama Kentaro no ninshin 『ヒヤマケンタロウの妊娠』2012) als Comic umgesetzt und liegt seit 2025 in englischer Übersetzung vor.
Opāru no hono (2024; Die Flamme des Opals) behandelt die rätselhafte Geschichte einer verschwundenen Frau bzw. einer Frau, die – viel kritisiert und geschmäht – aus der Öffentlichkeit verschwand. Das Vorbild für die Protagonistin war Enoki Misako 榎 美沙子 (* 1945), eine bekannte Stimme der Frauenfreiheitsbewegung und Pro-Pille-Aktivistin in Japan, die für den damaligen Chūpiren (中ピ連)-Aktivismus stand.

## Originalwerke im Überblick
- Auto [OUT] (Tokyo: Kodansha, 1997); English translation by Stephen Snyder as Out (New York: Kodansha, 2003; New York: Vintage, 2005)
- Yawarakana hoho (Tokyo: Kodansha, 1999);
- Kōgen (Tokyo: Bungei Shunju, 2000)
- Gyokuran (Tokyo: Asahi Shinbunsha, 2001)
- Riaru wārudo [Real World] (Tokyo: Shueisha, 2003); English translation by J. Philip Gabriel as Real World (New York: Alfred A. Knopf, 2008)
- Gurotesuku [Grotesk] (Tokyo: Bungei Shunju, 2003); English translation by Rebecca L. Copeland as Grotesque (New York: Knopf, 2007)
- Zangyaku-ki (Tokyo: Shinchosha, 2004)
- Aimu sōrī mama. [I'm sorry, mama.] (Tokyo: Shueisha, 2004)
- Tamamoe! (Tokyo: Mainichi Shinbunsha, 2005)
- Bōken no kuni (Tokyo: Shinchosha, 2005)
- Metabora [Metabola] (Tokyo: Asahi Shinbunsha, 2007)
- Tōkyō-jima (Tokyo: Shinchosha, 2008)
- Joshinki (Tokyo: Kadokawa Shoten, 2008); English translation by Rebecca L. Copeland as The Goddess Chronicle (Edinburgh: Canongate Books, 2013)
- In (Tokyo: Shueisha, 2009)
- Nanika aru (Tokyo: Shinchosha, 2010)
- Yasashii otona (Tokyo: Chuokoron-Shinsha, 2010)
- Poritikon [Politikon] (Tokyo: Bungei Shunju, 2011)
- Midori no doku (Tokyo: Kadokawa Shoten, 2011)
- Hapinesu [Happiness] (Tokyo: Kōbunsha, 2013)
- Dakara kōya (Tokyo: Mainichi Shinbunsha, 2013)
- Yoru mata yoru no fukai yoru (Tokyo: Gentosha, 2014)
- Dōrei shōsetsu (Tokyo: Bungei Shunju, 2015)
- Daku onna (Tokyo: Bungei Shunju, 2015)
- Baraka (Tokyo: Shueisha, 2016)
- Saru no miru yume (Tokyo: Kodansha, 2016)
- Yoru no tani o iku (Tokyo: Shueisha, 2017)
- Denjarasu [Dangerous] (Tokyo: Chuokoron     Shinsha, 2017)
- Rojō no X (Tokyo: Asahi Shinbun Shuppan, 2018)
- Ronrinesu [Loneliness] (Tokyo: Kobunsha, 2016)
- Todomenaku sasayaku (Tokyo: Gentosha, 2019)
- Nichibotsu (Tokyo: Iwanami shoten, 2020)
- Indoranetto (Tokyo: Kadokawa, 2021)
- Suna ni umoreru inu (Tokyo: Asahi Shinbun Shuppan, 2021)
- Tsubame wa modotte konai (Tokyo: Shueisha, 2022)
- Shinjū to diamondo (Tokyo: Shueisha, 2023)
- Opāru no hono (Tokyo: Chuokoron Shinsha, 2024)

- Kikoetari kikoenakattari (Magazin Subaru, aktueller Fortsetzungsroman 2025)

## Werke in deutscher Übersetzung (Auswahl)
- Die Umarmung des Todes. (アウト, Auto). Aus dem Japananischen von Annelie Ortmanns. Goldmann, München 2005, ISBN 3-442-45852-8.
- Teufelskind. (I'm sorry, mama). Aus dem Japanischen von Frank Rövekamp. Goldmann, München 2008, ISBN 978-3-442-31165-1.
- Grotesk. (グロテスク, Gurotesuku). Aus dem Amerikanischen von Rainer Schmidt. Goldmann, München 2010, ISBN 978-3-442-30130-0.